# Auster Glacier
Auster Glacier är en glaciär i Antarktis. Den ligger i Östantarktis. Australien gör anspråk på området. Auster Glacier ligger 51 meter över havet.
Terrängen runt Auster Glacier är kuperad åt sydost, men åt nordväst är den platt. Havet är nära Auster Glacier åt nordväst. Trakten är obefolkad. Det finns inga samhällen i närheten. 